# Cullinan

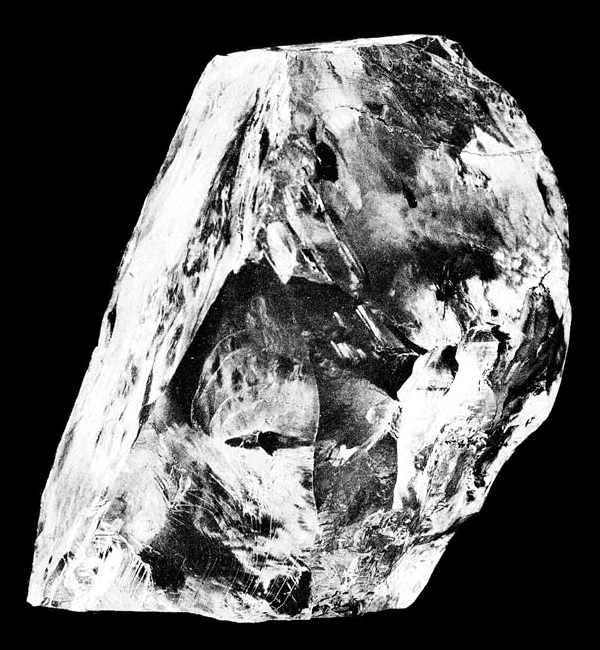
Surový diamant

Cullinan byl největší bezbarvý diamant, který kdy byl nalezen, vážil 3 106,75 karátu (621,35 g). Byl objeven 26. ledna 1905 v dole Premier No.2 v Jižní Africe a nazván podle majitele dolu sira Thomase Cullinana. V dubnu 1905 byl nabídnut v Londýně k prodeji, ale přes značnou pozornost zůstal po dva roky neprodán. Nakonec ho koupila v roce 1907 správa Transvaalské kolonie a darovala jej Eduardovi VII., britskému králi. Ten nechal kámen u amsterdamských klenotníků rozdělit na menší kusy a vybrousit.
Rozdělením Cullinanu vznikly kameny nejrůznějších velikostí a různých výbrusů. Největší z nich se nazývá Culinan I či Great Star of Africa a je s 530,4 karáty (106,08 g) největším briliantem na světě. Je vsazen do žezla s křížem (Sovereign's Sceptre with Cross). Druhý největší Cullinan II či Second Star of Africa o hmotnosti 317,4 karátu (63,48 g) je zasazen do britské královské koruny. Žezlo i koruna náležejí k britským korunovačním klenotům. Sedm dalších briliantů o celkové hmotnosti 208,29 karátu (41,66 g) bylo v osobním vlastnictví královny Alžběty II., která je v roce 1953 zdědila po babičce královně Marii. Kromě nich Alžběta II. vlastnila soubor menších briliantů a nezpracované zlomky kamenů.

## Nález
Předpokládá se, že Cullinan vznikl v přechodové zóně zemského pláště v hloubce 410–660 km a k povrchu se dostal před 1,18 miliardou let. Nalezen byl v Premier Mine v kolonii Transvaal. Kámen nalezl 26. ledna 1905 důlní manažer Frederick Wells v hloubce 5,5 metru. Měl délku přibližně 10,1 cm, 6,35 cm byl široký, 5,9 cm vysoký a vážil 3 106 karátů. V novinách jej nazvali Cullinanovým diamantem podle sira Thomase Cullinana, který důl v roce 1902 otevřel. Byl třikrát větší než do té doby největší diamant Excelsior, nalezený v roce 1893 v dole Jagersfontein, který vážil 972 karátů (194,4 g). Čtyři z osmi stěn měly hladký povrch, což naznačuje, že kdysi byl součástí mnohem většího kamene rozděleného přírodními silami. Měl modrobílý odstín a obsahoval malou kapsu vzduchu, která v určitých úhlech vytvářela duhu či Newtonovy kroužky.
Krátce po objevu byl Cullinan vystaven ve Standard Bank v Johannesburgu, kde ho spatřilo odhadem 8–9 tisíc návštěvníků. V dubnu 1905 uložila neopracovaný drahokam společnost Premier Mining Co. u svého londýnského obchodního zástupce, společnosti S. Neumann & Co. Kvůli nesmírné hodnotě byli k parníku, o němž se předpokládalo, že veze kámen, přiděleni detektivové, kteří okázale uzavřeli kapitánovu kabinu a celou cestu ji střežili. Kámen však byl falešný a měl přilákat ty, kteří by ho chtěli ukrást. Cullinan byl poslán do Spojeného království v obyčejné krabici doporučeným dopisem. Po doručení do Londýna byl dopraven do Buckinghamského paláce ke králově inspekci. Ačkoli přitahoval značný zájem potenciálních kupců, dva roky se jej nedařilo prodat.

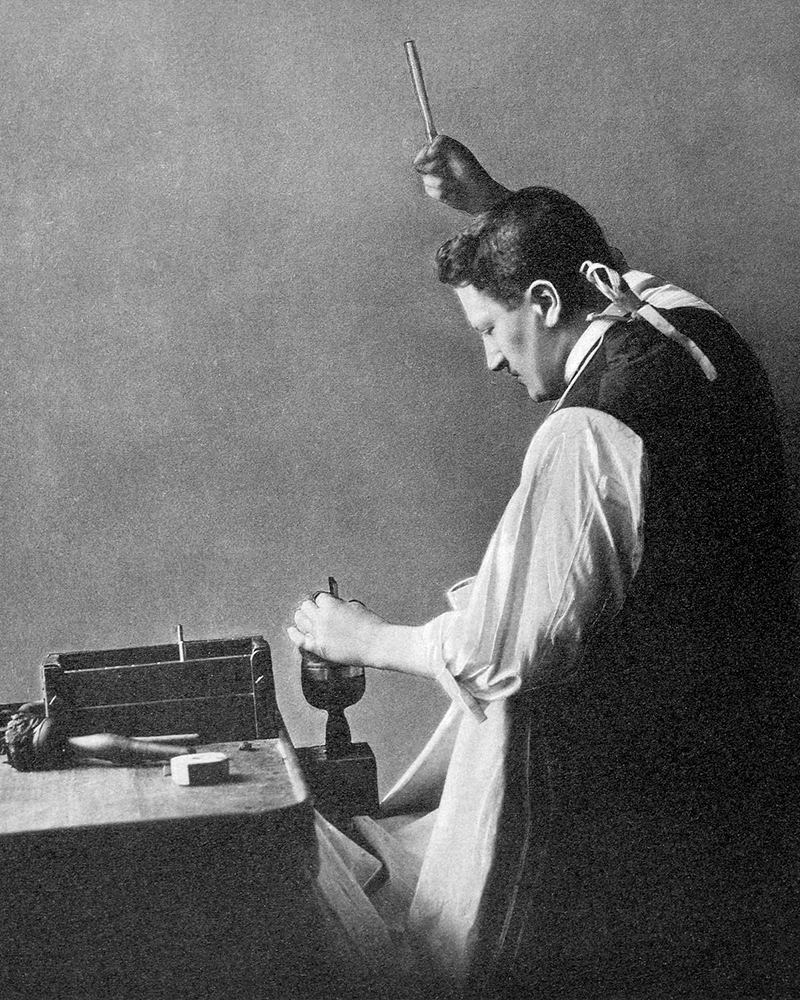
Joseph Asscher při dělení diamantu